# فخر الدين الزيلعي
فخر الدين الزيلعي أبو عمرو عثمان بن علي بن محجن البارعي، فخر الدين الزيلعي الحنفي
(؟؟؟ - 743هـ = ؟؟؟ - 1343م)
عثمان بن علي بن محجن البارعي، فخر الدين الزيلعي، فقيه حنفي (شارح الكنز) أصله من زيلع. قدم القاهرة سنة 705 هـ فأفتى ودرس، ونشر الفقه، وانتفع به الناس، وتوفي فيها ودفن بالقرافة. له «تبيين الحقائق في شرح كنز الدقائق» وهو كتاب مطبوع في ست مجلدات في فقه، و«تركة الكلام على أحاديث الأحكام» و«شرح الجامع الكبير» فقه، وهو غير جمال الدين الزيلعي «عبد الله» صاحب «نصب الراية»